# Helena Felsztyn
Helena Felsztyn właśc. Feldstein z domu Nossig (ur. 4 listopada 1860 we Lwowie, zm. 31 sierpnia 1925 w Karlowych Warach) – polska działaczka społeczna i niepodległościowa, nauczycielka żydowskiego pochodzenia.

## Życiorys
Urodziła się w zamożnej lwowskiej rodzinie żydowskiej. Ojciec Ignacy Nossig był sekretarzem gminy izraelickiej oraz aktywnym działaczem postępowego stowarzyszenia  Agudas Achim („Przymierze Braci”) oraz redaktorem jego organu prasowego „Ojczyzna”. Matka – Fryderyka z d. Kreutz – zajmowała się domem. Miała siostrę Felicję (1855–1939) socjolog, publicystka, jedna z pierwszych polskich feministek, oraz brata Alfreda Nossiga (1864–1943), literata, autora librett (m.in. jedynej opery skomponowanej przez Jana Ignacego Paderewskiego) i rzeźbiarza. Był znanym działaczem syjonistycznym. Zlikwidowany przez Żydowską Organizację Bojowa za kolaborację z Niemcami w 1943 roku. 
Ukończyła żeńskie seminarium dla nauczycielek szkół ludowych. Około 1890 wyszła za mąż za Hermana Władysława Feldsteina (1864–1935), inżyniera, absolwenta lwowskiej Szkoły Politechnicznej, finansistę i dyrektora Banku Kupieckiego. Mąż, podobnie jak jej ojciec, działał w Agudas Achim. Helena włączyła się w tę działalność, kierując sekcją oświatową Przymierza. W 1894 roku założyła pierwszą we Lwowie wytwórnię tkanin i dywanów.  
W domu Feldsteinów (ówczesna ul. Herburtów 7) odbywały się spotkania Związku Walki Czynnej. Helena oficjalnie nie należała do żadnych organizacji niepodległościowych jak ZWCz czy Związek Strzelecki ale „brała udział we wszystkich pracach na gruncie lwowskim, zmierzających do pogłębienia narodowej oświaty” udzielała się także w stowarzyszeniu „Promień” który współpracował z Piłsudskim, Konopnicką, Orzeszkową. Nawiązała również współpracę z Marią Dulębianką, artystką, rzeczniczką praw kobiet i feministką. 
W 1914 roku wraz z mężem włączyła się w prace Naczelnego Komitetu Narodowego. Helena uczestniczyła w zbiórkach funduszy na rzecz Legionów we Lwowie.  
W wyniku ofensywy rosyjskiej wyjechała do Wiednia. Tam założyła Gospodę Legionistów przy Luisegasse 22. Żołnierze Legionów mogli tam uzyskać posiłek, ubranie nocleg oraz pomoc w sprawach urzędowych i zapomogi. W 1916 roku, po powrocie do Lwowa, założyła w mieście podobną Gospodę. Włączyła się aktywnie w działalność Ligi Kobiet oraz Komitetu Opieki Legionowej. Po kryzysie przysięgowym, zorganizowała pomoc materialną dla internowanych w Huszt, do obozu udała się osobiście. 
Na początku lat 20 ubiegłego wieku Helena i Herman zmienili wyznanie na rzymskokatolickie i nazwisko na Felsztyn.  
Do końca życia działała w organizacjach społecznych i patriotycznych. 
Zmarła po ciężkiej chorobie w sanatorium w Karlovych Varach. Została pochowana na Cmentarzu Łyczakowskim we Lwowie wraz z mężem i najmłodszym synem Romanem. 
Dzieci Heleny i Hermana podobnie jak rodzice czynnie uczestniczyły w walce o niepodległość: 
- Łucja Kipowa (ur. 1891 ), była znaną działaczką niepodległościową, członkinią Polskiej Organizacji Wojskowej;
- Tadeusz (ur. 1894) był oficerem Legionów Polskich, obrońcą Lwowa i uczestnikiem wojny 1920 roku;
- Janina Mierzecka (ur. 1896) została uznaną fotografką, wykonywała m.in. portrety członków rodziny Piłsudskiego[5]
- Roman (ur. 1901), Orlę Lwowskie, poległ na froncie ukraińskim w bitwie pod Obroszynem[5]

## Ordery i odznaczenia
- Medal Niepodległości[8]
- Krzyż Niepodległości[8]